# ضخامة القرنية
ضخامة القرنية هي حالة نادرة للغاية غير تقدمية حيث يكون للقرنية قطر متضخم يصل ويتجاوز 13 ملم. يُعتقد أن له نموذجين فرعيين، أحدهما به وراثة صبغية جسدية والأخر مرتبط بالإكس كروموسوم (Xq21.3-q22). يعتبر الشكل المرتبط بالإكس كروموسوم أكثر شيوعًا ويشكل الذكور عمومًا 90٪ من الحالات.
قد يترافق مع متلازمة ألبورت، تعظم الدروز الباكر، التقزم، متلازمة داون، متلازمة باري-رومبيرغ، متلازمة مارفان، الداء الشحمي المخاطي، متلازمة فرانك تير هار، متلازمة كروزون ، متلازمة ضخامة القرنية والتخلف العقلي إلخ.

## المظاهر السريرية
عادة ما تكون العيون حسيرة (قصيرة النظر). قد يكون هناك لابؤرية «مع القاعدة». قد تنخلع العدسة بسبب الخط النطيقي.